# Talayan
Talayan (Bayan ng Talayan) är en kommun i Filippinerna. Kommunen ligger på ön Mindanao, och tillhör provinsen Maguindanao. Folkmängden uppgår till 33 129 invånare.

## Barangayer
Talayan är indelat i 29 barangayer.
| - Ahan - Bagan - Boboguiron - Brar - Damablac - Fugotan - Fukol - Kalumamis - Kateman - Katibpuan - Kedati - Lanting - Linamunan - Lambayao - Macasampen | - Marader - Midtimbang (Pob.) - Muti - Muslim - Binangga North - Sampao - Binangga South - Talayan - Tamar - Tambunan I - Tambunan II - Timbaluan - Datalpandan - Tulunan |